# Pivovar Spojovna
Pivovar Spojovna je minipivovar s restaurací v Praze–Kunraticích. Nachází se na severovýchodním okraji Kunratic, v blízkosti vysokoškolských kolejí. Budova byla postavena během jednoho roku a otevřena v květnu 2018. Za projektem stojí zakladatel a majitel developerské skupiny RODOP Martin Kulík. Název Spojovna odráží snahu o spojování obyvatel tří sousedících čtvrtí: Kunratic, Chodova a Šeberova. Architektonický návrh je dílem studia mar.s architects. Fasádu tvoří 3D rastr tmavě mořených smrkových latí; v ní je pouze jeden průhled do varny pivovaru, vchod do restaurace a velká prosklená plocha spojující restauraci se zastřešenou terasou se zahradou.
Ve Spojovně vaří čtyři vlastní druhy piva: Kunratický Študák (11° pale ale), Kunratický Ležák (12° ležák), Chodovský Kravaťák (12° pšeničné), Šeberovský Fešák (14° stout). Nabídká bývá doplněna sezónními speciály, např. Opatovský Letňák (9° ale), Kunratický vánočák (18° old ale). Dále se zde čepují piva ze spřátelených pivovarů Hostivar a Trautenberk téže podnikatelské skupiny.